# Дженнингс, Том
Том Дженнингс (англ. Thomas Daniel Jennings; род. 1955, Бостон, Массачусетс) — создатель сети Фидонет, профессиональный программист.
Анархист по убеждениям, Том создал Фидонет в 1984 году «под себя».
Он работал над собственной BBS-оболочкой вместе с коллегой-напарником Джоном Мэдиллом. Часто возникала необходимость пообщаться и обменяться информацией, но использовать BBS было неудобно и долго.
В итоге Том создал программу для автоматизации процесса отправки и получения почты, назвав её Fido (так в США обозначают домашних дворняжек). Собака, держащая в зубах дискету, была зарегистрирована Томом в патент «FIDO» и впоследствии стала эмблемой сети «Фидонет».
Существует заблуждение, что в имени программы и сети автор увековечил своего домашнего любимца. Но у самого Дженнингса собаки не было.
Том Дженнингс покинул сеть Фидонет в 1993 году по совокупности причин, в том числе:
- к нему обращались как к арбитру, игнорируя структуру координаторов, хотя он занимал должность только редактора Fidonews, и при этом обвиняли в слишком большом влиянии;
- стремление координаторов зарегулировать всё и вся;
- игры в политику, грызня;
- «политика двойных стандартов»;
- «набор поучений», которым становилась каждая окончательная редакция Fidonet Policy.

Испытывая определённое неудобство оттого, что ему не хватает формального образования, Дженнингс сотрудничал с несколькими молодыми компаниями, в числе которых были Apple Computer и Phoenix Software, где он организовал доступ из среды MS-DOS практически ко всем типам существовавших тогда машин. В 1987 году журнал «PC World» наградил Дженнингса специальным призом за результаты, достигнутые им при создании и развитии сети Фидонет. В числе выполненных им работ — налаживание проводки и установка аналоговой электроники в радиостанции KKSF города Сан-Франциско, а также помощь в организации сетевой инфраструктуры журнала «Wired». В 1990-х годах Дженнингс с друзьями основал компанию The Little Garden, предоставляющую доступ к Internet технически подготовленным пользователям. Затем работал техническим специалистом в Университете Калифорнии в Ирвайне. В 2012 г. он преподаёт в школе, также некоторое время назад занялся обучением подростков в рамках проекта The Machine Project.
В период своей жизни в Сан-Франциско (1988—1991) Дженнингс был соавтором и издателем «Homocore» — одного из первых журналов, посвящённых квиркору. В данный момент[когда?]

 Дженнингс живёт в Лос-Анджелесе (штат Калифорния), вместе со своим партнёром Джошом Стейликом (англ. Josh Stehlik).